# Antonio Maria Costa
Antonio Maria Costa, född den 16 juni 1941, är en italiensk diplomat. Han innehade, från 2002 till 2010, tjänsten som exekutiv chef för FN:s kontor för narkotikakontroll och förebyggande av brott och generaldirektör för FN:s kontor i Wien.